# Samburu
Samburu sunt o populație nilotică, semi-nomadă, pastorală, din nordul Kenyei, înrudită cu masaii, dar distinctă față de aceștia, a căror viață se desfășoară în jurul numeroaselor cirezi de vite, dar și a turmelor de oi, capre sau cămile. Triburi războinice, samburu, sunt însă mai putin celebrii decât verii lor masai, cu toate că au o istorie încărcată de conflicte cu vecinii lor, însă în ultimii ani au reușit să trăiască în înțelegere și pace cu comunitățile din jurul lor. 

## Etimologie
Numele pe care și-l dau ei înșiși este de lokop sau loikop, având o semnificație asupra căreia nici ei înșiși nu cad de acord. Ar putea însemna „stăpâni ai pământului” („lo” însemnând proprietar, iar „nkop” pământ). Samburu au numeroase nume alternative pentru semiția lor, date de ei sau de alți, precum: burkeneji, e lokop, nkutuk, sambur, sampur.

## Origine, apartenență etnică și reprezentare demografică
Samburu au aceiași origine ca masaii, coborâtori din zona Nilului de Jos aproximativ în secolul al XV-lea se stabilesc la poalele Muntelui Kenya. Originari din Sudan ca și celelalte triburi nilotice ca Kalenjin, Luo, Ateker, Dinka, Nuer, Shilluk ei fac parte din grupul nilotic de câmpie împreună cu turkana și mai cunoscuții masai, reprezentând principalele grupuri nilo-sahariene di Kenya.Sharman, Margaret. Kenya's People: People of the Plains. Evans Brothers Limited, 1979 Împreuna cu populația camus care are aceiași origine, ocupă aceiași zonă și vorbesc aproximativ aceiași limbă, poporul samburu numără azi între 128 000 și 147 000 de oameni.

## Localizare

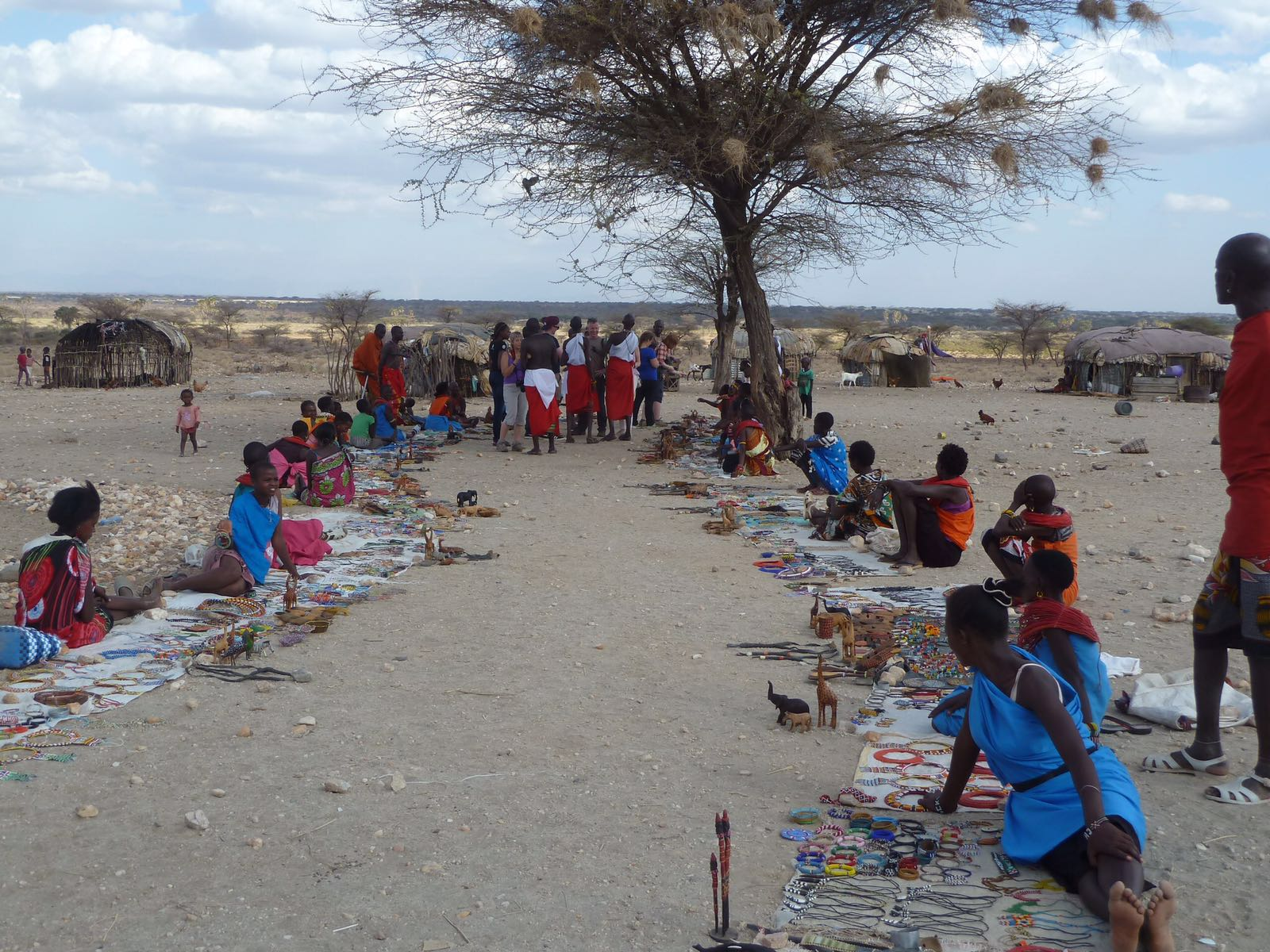
Sat

După numeroase conflicte cu alte triburi pentru ocuparea câmpiilor fertile deasupra ecuatorului la margine deșertului între poalele Muntelui Kenya și Lacul Turkana.
Din punct de vedere administrativ localizarea lor este în Districtul Sumburu din provincia Rift Valley din Kenya o zonă de 21 000 m² într-o zonă de o mare diversitate și frumusețe. Peisajul lor include atât paduri de altitudine, cât și câmpii, dar și deșert. Parte muntoasă cuprinde platoul Leroghi numit de samburu Ldonyo (Muntele) aflat între 1600 și 2400 m deasupra nivelului mării. Zonz joasă (Lpurkel) este toridă și secetoasă, având ca principală vegetație acacia.

## Cultură

### Organizarea socială
Samburu este o societate patriarhală. Supremația bătrânilor este susținută de credința în puterea blestemelor lor.  La vârsta de 5 ani băieți trec printr-o ceremonie de inițiere în urma cărea se alătură „clasei războinicilor” moran (il-murran). Statutul de moran implică două etape cea de junior și cea de senior. După un stagiu de 5 ani ca moran junior, tânărul samburu trece printr-o altă ceremonie prin care devine „moran” senior pentru încă 6 ani. După această perioadă de 11 ani cu statut de luptător, tinerii sumburu sunt liberi să se căsătorească și să se alăture astfel, bărbaților însurați („bătrâni juniori”). Dar datorită supremației lor bătrânii dețin monopolul și asupra căsătoriilor luându-și mai multe soții, astfel că, bărbații tineri trăiesc într-un fel de suspendare socială prelungindu-și adolescența până la vârsta de 30 de ani. Statutul de burlaci liberi, organizați în bande în afara clanurilor aduce adesea asupra lor suspiciunea de adulter cu soțiile celor mai bătrâni sau de furt din bunurile acestora.
Atribuțiile bărbaților și femeilor sunt clar delimitate. Băieții se îngrijesc de vite și capre și se antrenează pentru vânătoare și în tehnici de luptă pentru a-și apăra cirezile. Îndatoririle fetelor privesc întreținerea gospodăriei, aducerea apei, a lemnului de foc și prepararea hranei. 

### Obiceiuri matrimoniale
Căsătoria este o serie unică de ritualuri elaborate. Un aspect important al ceremoniei de nuntă este pregătirea de către mire a cadourilor
două piei de capră, doi cercei de cupru, un recipient pentru lapte, o oaie. Căsătoria se consideră încheiată abia după ce un taur dăruit de mire este băgat într-o colibă păzită de mama miresei și este ucis.
Pentru samburu fertilitatea este de o importanță capitală. O femeie fără copii, este ridiculizată, chiar și de către copii. Băieții samburu aruncă cu balegă de vacă către coliba femeii considerate sterilă.  Un ritual de fertilitate presupune plasarea unei figurine de noroi în fața casei femeii. O săptămână mai târziu are loc o ceremonie în cadrul căreia soțul invită vecinii să mănânce un taur sacrificat cu el. Abdomenul femeii este uns cu grăsime din animalul sacrificat, iar invitații strigă: „Fie ca Dumnezeu să îți dea un copil!”

### Locuința
Samburu practică poligama și un bărbat poate avea mai multe neveste. O așezare samburu este cunoscută ca  nkang (în limba maa) sau manyatta (în swahili). Aceasta poate fi constituită doar dintr-o familie, compusă dintr-un bărbat și soția/soțiile lui. Fiecare femeie are propria ei casa, pe care ea construieste cu ajutorul altor femei din materiale locale, cum ar fi bete, noroi si balega de vaca. Așezările mari, cunoscute sub numele de lorora pot consta din 20 sau mai multe familii. Cu toate acestea, așezări tind către locuințele cu două sau trei familii, cu case construite 5-6 într-un cerc cu un spațiu deschis în centru. Cercul de case este înconjurat de un gard de salcâm, tufișuri de mărăcini și în centrul satului construiesc țarcurile de animale departe de prădători.

### Îmbrăcămintea
Bărbații poartă o cârpă, care este adesea de culoare roz sau neagră pe care o înfășoară în jurul taliei lor într-un mod similar cu kiltul scoțian. Ei se împodobesc cu coliere, brățări la mâini și picioare ca Maasai. Tinerii moran (adică „războinici”) poartă de obicei părul în împletituri lungi, pe care le rad atunci când devin seniori. Acesta poate fi colorat cu ocru roșu. Corpurile lor sunt uneori decorate tot cu ocru. Femeile poarta două bucăți de pânză albastre sau violet, o bucată înfășurată în jurul taliei, iar de-a doua înfășurată peste piept. Femeile au parul ras și se împodobesc cu numeroase coliere si brățări. În ultimul deceniu, stilurile tradiționale de îmbrăcăminte s-au schimbat. Moranii (războinicii) poartă o pânză care poate fi cu modele florale sau pastel. Unele femei poartă încă două bucăți de pânză albastră sau roșie, dar a devenit o modă să poarte și haine cu modele florale sau animale în culori puternice. 
Îmbrăcămintea occidentală a fost inițial evitată de către samburu. Purtarea pantalonilor este considerată o abandonare a tradițiilor și a fost în general, acceptată de către samburu doar în călătorii în afara zonelor de origine sau în contact cu oficialitățile. Cu toate acestea cultura occidentală a început să pătrundă și aici, în special după 1990, iar contactele cu non-samburu au devenit tot mai frecvente. Însă îmbrăcămintea considerată tradițională este încă considerată normală și este purtată în viața de zi cu zi și la diverse ceremoniale.
În calitate de europeni introdus de îmbrăcăminte stil occidental a fost inițial evitate de către Samburu. Ca recent ca 1990, purtarea pantalonilor a fost considerat de cele mai multe pentru a fi o abandonare destul de efeminat al tradițiilor culturale, care ar fi făcut doar atunci când călătoriți în afara zonelor de origine sau de unele afaceri oficiale (de exemplu, cu .birouri guvernamentale) a făcut că este oportun. Cu toate acestea, ar fi educația stil de Vest a crescut, și interacțiune cu non-Samburu a devenit tot mai frecvente, în care nu mai poartă stigmatul aceeași, deși îmbrăcăminte considerate "tradiționale" de către Samburu este încă norma, și ar fi de așteptat pentru a fi purtate în multe contexte de zi cu zi și ceremoniale.

### Hrana
Baza alimentației samburu o constituie produsele de origine animală din efective proprii, dar și produsele alimentare de origine sălbatică sau vânat se regăsesc uneori la masa lor.  Laptele (de vacă, capră, oaie) băut proaspăt sau fermentat este principalul aliment din dieta lor. Carnea de vită se consumă, de obicei la ceremonii, nefiind un aliment din dieta zilnică. Sângele prelevat de la animale vii sau colectat de la cele sacrificate se consumă în mod frecvent. În ultima vreme datorită schimburilor comerciale cu vecini alimentația samburu s-a diversificat, Unele grupuri samburu practică agricultura și asta se răsfrânge și în obiceiurile lor culinare.

## Limbă

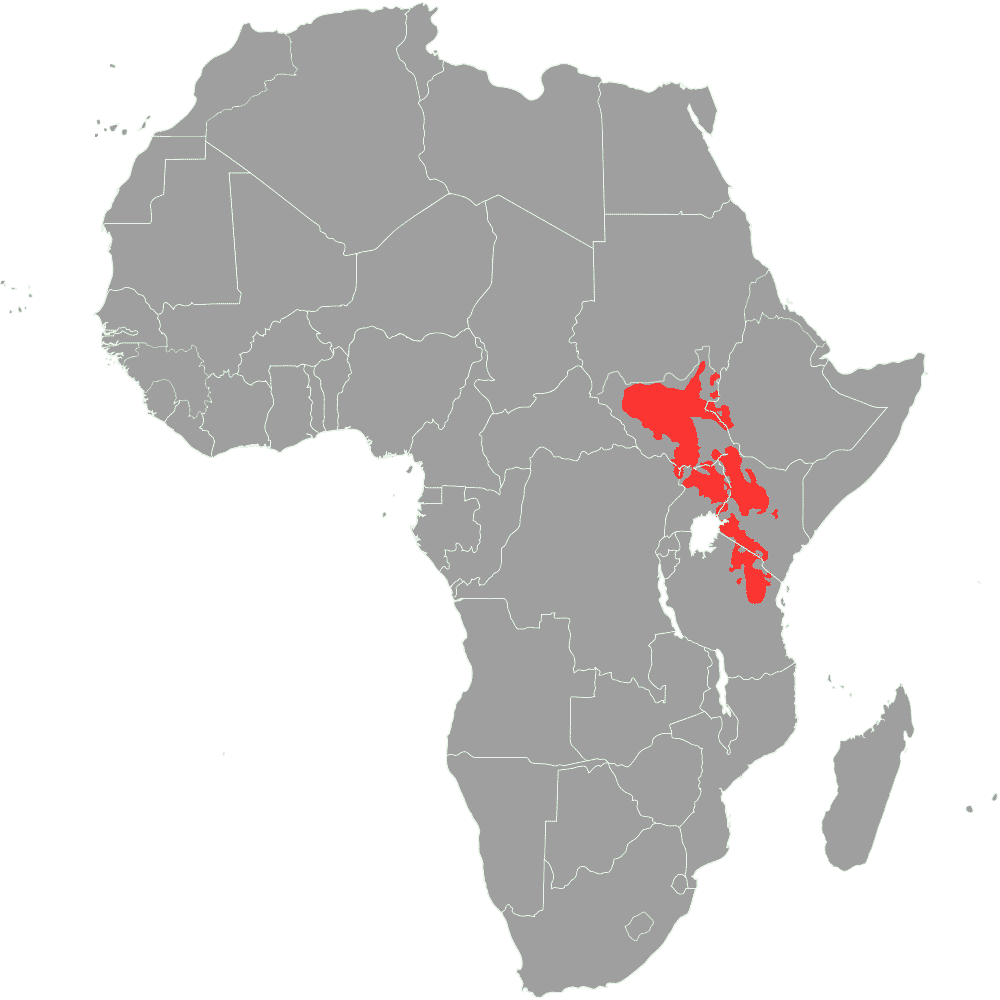
Zona în care sunt vorbite limbi nilotice

Samburu vorbesc o limbă maa nordică care face parte din ramura de est a limbilor nilotice. Samburu este înrudită cu camus cu care împarte 88%-94% din vocabular (camus fiind considerat un dialect samburu) și cu limba masai (77%-89% din lexic fiind similar). Alfabetizarea este foarte redusă în rândul populației adulte 1%, dar în creștere în rândul tinerilor 15%-25%, care studiază în școli și limbile oficiale din Kenya: engleză și swahili.

## Religie

### Nkai
Cea mai mare parte a populației samburu practică o religie animistă care are în centru un zeu creator numit de ei Nkai sau Ngai care locuiește în munte (ex. Muntele Marsabit). Acesta nu obișnuiește să se implice în viața cotidianî a credincioșilor. De asemenea, cred în magie și au numeroase ritualuri pentru fertilitate, protecție, vindecare sau alte nevoi. Obișnuiesc să se roage în comun la diverse adunări. Ceremonialurile sunt conduse de un șaman numit ca și în alte dialecte maa laibon, care pot, de asemenea, să prevadă viitorul și să profereze blesteme care pot afecta viitorul. De asemenea, Ngai, întruchipează diverse spirite ale unor copaci, pietre, peșteri sau sufletele unor persoane. Morții sunt îngropați de obicei cu fața către un munte ca să poată „privi” spre Nkai. În ultima vreme a început să se simtă și influența altor religii, în special, a creștinismului, islamismul, religia dușmanilor boran și somali, fiind respins de samburu.

### Creștinismul
Samburu au avut un răspuns lent la creștinism, abia din 1990 au început să accepte creștinarea. Echipele de misionari au fost nevoite să treacă la stilul de viață nomad sau să predice în puținele comunități care au devenit sedentare. Biserica romano-catolică, are o prezență importanta în Districtul Mararal, în centrul lumii samburu. De asemenea, câteva misiuni evanghelice s-au stabilit în zona samburu. Se estimează că 12% dintre camus au acceptat creștinismul și doar 8%-9% dintre samburu (scepticii dau rezultate mai mici de aprox. 3%),
Bătrânii și conducătorii au rezistat schimbării, astfel că majoritatea creștinaților sunt femei și tineri, bărbații petrecându-și cea mai mare parte din timp cu cirezile, izolați de comunitate. Majoritatea facilităților medicale și de învățământ fiind administrate de creștini, în ultima vreme s-a creat un contact regulat cu etnicii samburu.
Cartea Genezei a fost tipărită în limba samburu încă di 1990. Totodată anumite povestiri biblice circulă în comunitate, precum și recitări orale ale Scripturii în limba masai au fost acceptate de audiența samburu.